# Клочкова Яна Олександрівна
Я́на Олекса́ндрівна Клочко́ва (нар. 7 серпня 1982, Сімферополь, УРСР, СРСР) — українська плавчиня, чотирикратна олімпійська чемпіонка на дистанціях 200 та 400 метрів, срібна призерка — 800 метрів. Принесла Україні  найбільшу кількість золотих олімпійських медалей.
Завоювала 14 медалей на чемпіонатах світу (10 золотих та чотири срібних) та 28 на чемпіонатах Європи (14 золотих,5 срібних та 3 бронзових нагород).

## Життєпис

### Дитинство та юність
Яна народилася 7 серпня 1982 року у місті Сімферополь у спортивній родині. Її батьки: Олександр Васильович Клочков та Олена Валентинівна Клочкова — спортсмени з легкої атлетики. За фахом батько - працював будівельником, мати — працювала в бакалійному магазині. Має молодшу сестру — Анну (1985 р.н.), яка працює в готельному бізнесі.
Коли Яні виповнилося 4 роки, батьки віддали дівчину на спортивну гімнастику. Після закриття секції,  Яна перейшла у художню гімнастику. Але припинила заняття, бо її статура не підходила для цього виду спорту.
У 1989 році (у віці 7 років) вона почала займатися плаванням.
Спортсменка тренувалася в Ніни та Олександра Кожухів.
У 15 років вона переїхала до Харкова, а потім до Києва.

### Навчання
У 2001 році Яна закінчила училище фізичної культури і спорту в Харкові, а у 2004 році — Національний університет фізичного виховання і спорту України в Києві.

### Спортивна кар'єра
У 1996 році Клочкова здобуває першу медаль - срібло юніорського чемпіонату Європи. У 1997 році вона перевершує свій результат та фінішує на першому місці.
У 1998 році Клочкова здобуває золото на Кубку світу. У 1999 році вперше стає чемпіонкою світу. 
На Літніх Олімпійських іграх 2000 в Сіднеї та 2004 років у Афінах у дисципліні комплексне плавання Яна здобуває по дві золоті нагороди на дистанціях 200 і 400 метрів. В 2000 році в Сіднеї вона також виграла срібну медаль під час запливу на 800 м вільним стилем.
Яна стала першою (і поки єдиною) українською спортсменкою, яка чотири рази піднімалася на найвищу сходинку п'єдесталу пошани на Олімпійських іграх.
За свою спортивну кар’єру Яна поставила 50 рекордів України.

### Закінчення кар'єри
У січні 2008 року Клочкова заявила про закінчення виступів у великому спорті.
У березні 2009 року на спеціально скликаній пресконференції, Яна Клочкова оголосила про закінчення любительської спортивної кар'єри.
24 березня 2009 в олімпійському басейні «Акварена» у Харкові на вулиці Клочківській, під час першого етапу Кубка України з плавання, при повністю заповнених трибунах відбулося офіційне «розлучення з водою» Яни Клочкової. 
На цьому заході були присутні офіційні особи (міський голова Михайло Добкін), віце-губернатор Сергій Стороженко, голова Федерації плавання України Олег Демін, дворазовий олімпійський чемпіон з волейболу Юрій Поярков та багато інших). Вони розповідали про плавців, потім було вручення квітів та подарунків від шанувальників плавчині. 
Клочковій, яку в Україні прозвали «золотою рибкою», символічно подарували акваріум із живою золотою рибкою. 

### Життя після закінчення спортивної кар'єри
У 2011 році Яна Клочкова очолила київське відділення Національного олімпійського комітету України , але у 2012 році, не дочекавшись підтримки своїх починань від виконкому олімпійського комітету, залишила цю посаду.
У 2022 році виїхала на проживання до окупованого Криму. Спортсменка жодного разу ніяк не прокоментувала повномасштабну війну Росії проти України.

## Особисте життя
Деякий час Клочкова жила в цивільному шлюбі з гонщиком Олексієм Мочановим. 
У 2010 році народила сина Олександра (має прізвище матері). Він живе і вчиться в Криму. Батько дитини — підприємець з Грузії Леван Ростошвілі.
у 2006 році Яна була обрана депутатом Харківської міської ради від Партії регіонів. Входила у депутатську групу «Молоді регіони».
Брала участь в рекламних кампаніях, телевізійних шоу («І прийде кохання», «Танцюю для тебе») та навіть в кліпі «Если ты хочешь чтобы я была с тобой» співачки Ірини Білик.

## Нагороди

### Чемпіонка світу (25 м)
- 1999, Гонконґ: 400 м комплекс
- 2000, Афіни: 200 м комплекс
- 2000, Афіни: 400 м комплекс
- 2002, Москва: 400 м вільний стиль 200 м комплекс
- 1999, Стамбул: 400 м комплекс
- 2000, Гельсінкі: 400 м вільний стиль
- 2000, Гельсінкі: 200 м комплексіонка Європи (25 м)
- 1999, Лісабон: 400 м вільний стиль
- 1999, Лісабон: 800 м вільний стиль
- 1999, Лісабон: 200 м комплекс
- 1999, Лісабон: 400 м комплекс
- 2000, Валенсія: 200 м комплекс
- 2000, Валенсія: 400 м комплекс
- 2001, Антверпен: 200 м комплекс
- 2002, Різа: 200 м комплекс
- 2002, Різа: 400 м комплекс

### Державні нагороди України
- Герой України (з врученням ордена «Золота Зірка») (2004)[10] — за виняткові спортивні досягнення на Олімпійських іграх, виявлені мужність, самовідданість і волю до перемоги, піднесення спортивного авторитету України у світі
- Орден «За заслуги» III ступеня (2002)[11]
- Орден княгині Ольги I ступеня (2000)[12], III ступеня (1999)[13].

## Рекорди
- рекорд світу на 400 м комплексним плаванням на Олімпійських іграх у Сіднеї;
- рекорд Європи на 200 м комплексним плаванням;
- встановила 50 рекордів України у 25-ти та 50-ти метрових басейнах на дистанціях 100 м, 200 м, 400 м комплексним плаванням та 200 м, 400 м та 800 м вільним стилем, 100 м та 200 м на спині, 200 м батерфляєм та в естафетному плаванні[14].

## Цікаві факти
Має прізвисько «золота рибка».
Є почесною громадянкою Харкова та Донецька. 
Хобі: кулінарія, стрільба в тирі, вишивання та гірські лижі.